# 황문구
황문구(黃文九, 1949년 3월 12일 ~ )는 경상북도 청송 출신의 대한민국의 기업인이다. 1978년 아남반도체에 입사하였고, 이후 2002년 아남반도체의 후신인 엠코테크놀로지코리아에서 퇴직할 때까지 전무이사로 있었다. 2003년 미스터피자로 자리를 옮겨 대표이사를 맡았다.

## 학력
- 대륜고등학교
- 단국대학교 행정학과

## 약력
- 1978년∼2002년 엠코테크놀로지코리아(아남반도체) 전무
- 2003년 미스터피자 대표이사 사장